# Haplochernes madagascariensis
Haplochernes madagascariensis är en spindeldjursart som beskrevs av Beier 1932. Haplochernes madagascariensis ingår i släktet Haplochernes och familjen blindklokrypare. Inga underarter finns listade i Catalogue of Life.